# Zentrales Vollstreckungsgericht
Als Zentrales Vollstreckungsgericht ist das Amtsgericht als Vollstreckungsgericht zuständig, das die Vermögensverzeichnisse nach § 802k ZPO für ein Bundesland verwaltet.
Ferner wird für jedes Bundesland das Schuldnerverzeichnis nach §§ 882b ff. ZPO vom Zentralen Vollstreckungsgericht geführt und über ein gemeinsames länderübergreifendes Vollstreckungsportal bereitgestellt.
Zentrale Vollstreckungsgerichte wurden für die genannten Aufgaben durch das Gesetz zur Reform der Sachaufklärung in der Zwangsvollstreckung vom 29. Juli 2009 (BGBl. I S. 2258) mit Wirkung vom 1. Januar 2013 eingerichtet. Daneben besteht die Tätigkeit der örtlichen Vollstreckungsgerichte als Vollstreckungsorgan oder im Rahmen von Rechtsbehelfsverfahren fort.

## Vermögensverzeichnis
Das Zentrale Vollstreckungsgericht verwaltet landesweit in elektronischer Form die nach § 802f Abs. 6 ZPO oder nach § 284 Abs. 7 Satz 4 Abgabenordnung (AO) bei ihm zu hinterlegenden Vermögensverzeichnisse. Das Vermögensverzeichnis enthält als elektronisches Dokument die Angaben des Schuldners, die er im Rahmen der Zwangsvollstreckung in der von ihm zu erteilenden Vermögensauskunft nach § 802c ZPO macht und deren Richtigkeit und Vollständigkeit er nach § 802c Abs. 3 ZPO an Eides statt zu versichern hat. Das Vermögensverzeichnis wird vom Gerichtsvollzieher nach den Angaben des Schuldners erstellt und beim zuständigen Zentralen Vollstreckungsgericht hinterlegt (§ 802f Abs. 5 und 6 ZPO). Es wird nach Ablauf von zwei Jahren seit der Abgabe der Auskunft oder bei Eingang eines neuen Vermögensverzeichnisses vom Zentralen Vollstreckungsgericht gelöscht (§ 802k Abs. 1 Satz 3 ZPO).
Die Vermögensverzeichnisse können von Gerichtsvollziehern und Vollstreckungsbehörden, die Vermögensauskünfte nach § 284 AO verlangen können, zu Vollstreckungszwecken abgerufen werden. Zur Einsicht befugt sind auch Vollstreckungs-, Insolvenz- und Registergerichte sowie Strafverfolgungsbehörden – soweit dies zur Erfüllung der ihnen obliegenden Aufgaben erforderlich ist (§ 802k Abs. 2 ZPO).
Weitere Einzelheiten werden durch die Vermögensverzeichnisverordnung vom 26. Juli 2012 geregelt.

## Schuldnerverzeichnis
Das Zentrale Vollstreckungsgericht führt für das betreffende Land mit Wirkung ab 1. Januar 2013 ein neu gestaltetes Schuldnerverzeichnis. Hierbei handelt es sich um ein Verzeichnis derjenigen Personen, deren Eintragung nach Maßgabe des § 882c ZPO vom Gerichtsvollzieher, nach Maßgabe des § 284 Abs. 9 AO von der Vollstreckungsbehörde oder nach Maßgabe des § 26 Abs. 2 Insolvenzordnung vom Insolvenzgericht angeordnet wurde (§ 882b Abs. 1 ZPO). In das Schuldnerverzeichnis werden die in § 882b Abs. 2 und 3 ZPO vorgesehenen Angaben aufgenommen.
Der Gerichtsvollzieher ordnet die Eintragung des Schuldners in das Schuldnerverzeichnis an,
1. wenn der Schuldner seiner Pflicht zur Abgabe der Vermögensauskunft nicht nachgekommen ist,
2. wenn nach dem Inhalt des Vermögensverzeichnisses eine Vollstreckung offensichtlich nicht geeignet wäre, zu einer vollständigen Befriedigung des Gläubigers zu führen oder
3. wenn nicht innerhalb eines Monats nach Abgabe der Vermögensauskunft oder Bekanntgabe von deren Zuleitung an einen anderen vollstreckenden Gläubiger der Schuldner die Befriedigung des Gläubigers nachweist (§ 882c Abs. 1 ZPO).

Gegen die Eintragungsanordnung kann der Schuldner binnen zwei Wochen nach der Bekanntgabe Widerspruch beim zuständigen örtlichen Vollstreckungsgericht einlegen (§ 882d ZPO). Der Eintrag im Schuldnerverzeichnis wird vom Zentralen Vollstreckungsgericht nach Ablauf von 3 Jahren nach dem Tag der Eintragungsanordnung gelöscht. Bei Eintragung nach § 26 Insolvenzordnung beträgt die Löschungsfrist fünf Jahre seit Erlass des Abweisungsbeschlusses (§ 882e Abs. 1 ZPO).
In das Schuldnerverzeichnis kann jeder Einsicht nehmen, der darlegt, Angaben nach § 882b ZPO für Zwecke der Zwangsvollstreckung oder einen anderen der in § 882f ZPO genannten Zwecke zu benötigen. Die Einsicht wird über eine zentrale und länderübergreifende Abfrage im Internet ermöglicht (§ 882h Abs. 1 ZPO).
Weitere Einzelheiten werden durch die Schuldnerverzeichnisführungsverordnung vom 26. Juli 2012 geregelt.

## Zuständigkeit als Zentrales Vollstreckungsgericht
Die Aufgaben des Zentralen Vollstreckungsgerichtes werden wie folgt wahrgenommen:
| Bundesland             | Amtsgericht    |
| ---------------------- | -------------- |
| Baden-Württemberg      | Karlsruhe      |
| Bayern                 | Hof            |
| Berlin                 | Mitte          |
| Brandenburg            | Nauen          |
| Bremen                 | Bremerhaven    |
| Hamburg                | Hamburg        |
| Hessen                 | Hünfeld        |
| Mecklenburg-Vorpommern | Neubrandenburg |
| Niedersachsen          | Goslar         |
| Nordrhein-Westfalen    | Hagen          |
| Rheinland-Pfalz        | Kaiserslautern |
| Saarland               | Saarbrücken    |
| Sachsen                | Zwickau        |
| Sachsen-Anhalt         | Dessau-Roßlau  |
| Schleswig-Holstein     | Schleswig      |
| Thüringen              | Meiningen      |

## Übergangsrecht
Für Vollstreckungsaufträge, die beim Gerichtsvollzieher vor dem 1. Januar 2013 eingehen, finden nach § 39 Nr. 1 EGZPO die bisherigen Vorschriften Anwendung. Für eine Übergangszeit wird es daher weiterhin auch Eintragungen ins Schuldnerverzeichnis bei allen Vollstreckungsgerichten in bisheriger Form nach § 915 ZPO a. F. geben.
Entsprechend der Übergangsregelung in § 39 Nr. 5 EGZPO werden die bisherigen Schuldnerverzeichnisse nach § 915 ZPO für eine Übergangszeit von maximal fünf Jahren nach Inkrafttreten des Gesetzes weiter fortgeführt. Dabei ist eine Übernahme der Eintragungen aus dem Schuldnerverzeichnis nach altem Recht in das Schuldnerverzeichnis neuen Rechts nicht vorgesehen. Eintragungen in das Schuldnerverzeichnis nach altem Recht können daher weiterhin nur über das jeweils örtlich zuständige Vollstreckungsgericht ermittelt werden. Seit dem 1. Januar 2013 vorzunehmende Neueintragungen werden dagegen nur über das zentrale Vollstreckungsgericht erfasst und können hier abgerufen werden.
Während der Übergangszeit ist eine vollständige Information über die Kreditwürdigkeit einer Person (über Schulden in Deutschland) daher nur aus einer Zusammenschau der Schuldnerverzeichnisse alter und neuer Prägung möglich.